# ایبوکی اینوه
ایبوکی اینوه (انگلیسی: Ibuki Inoue؛ زادهٔ ۶ ژوئن ۱۹۹۹) بازیکن فوتبال است.